# 逢いたし学なりがたし
『逢いたし学なりがたし』（あいたしがくなりがたし）は馬渡松子の1作目のアルバム。

## 内容
全曲、当時の専属作家であったリーシャウロンの作詞を歌った1枚目のアルバム。フジテレビ系『幽☆遊☆白書』の第1期エンディングテーマとして使われた「ホームワークが終わらない」は後に、2枚目のシングル「微笑みの爆弾」のカップリングにてリカットした。

## 収録曲
1. 逢いたし学なりがたし
2. 君は今心臓破り
3. フォーチュンテラー
4. ついてかない
5. ぴりぴり
6. さまあだすと
7. +、-、0
8. 男友達
9. エンゲル係数の夜
10. ホームワークが終わらない

作詞：リーシャウロン　作曲・編曲：馬渡松子